# Porto Palermó-i vár
A Porto Palermó-i vár (albán Kalaja e Porto Palermos) a 18–19. század fordulóján a dél-albániai hadúr, Ali Tepeleni pasa által építtetett erőd Délnyugat-Albániában, a Porto Palermo nevű öböl kis félszigetén. A jó állapotban fennmaradt erődítés a 20. század folyamán egy ideig börtönként funkcionált, majd egy szigorúan zárt katonai övezet része lett. 1996 óta látogatható ismét szabadon, belépődíj megváltásával.

## Története

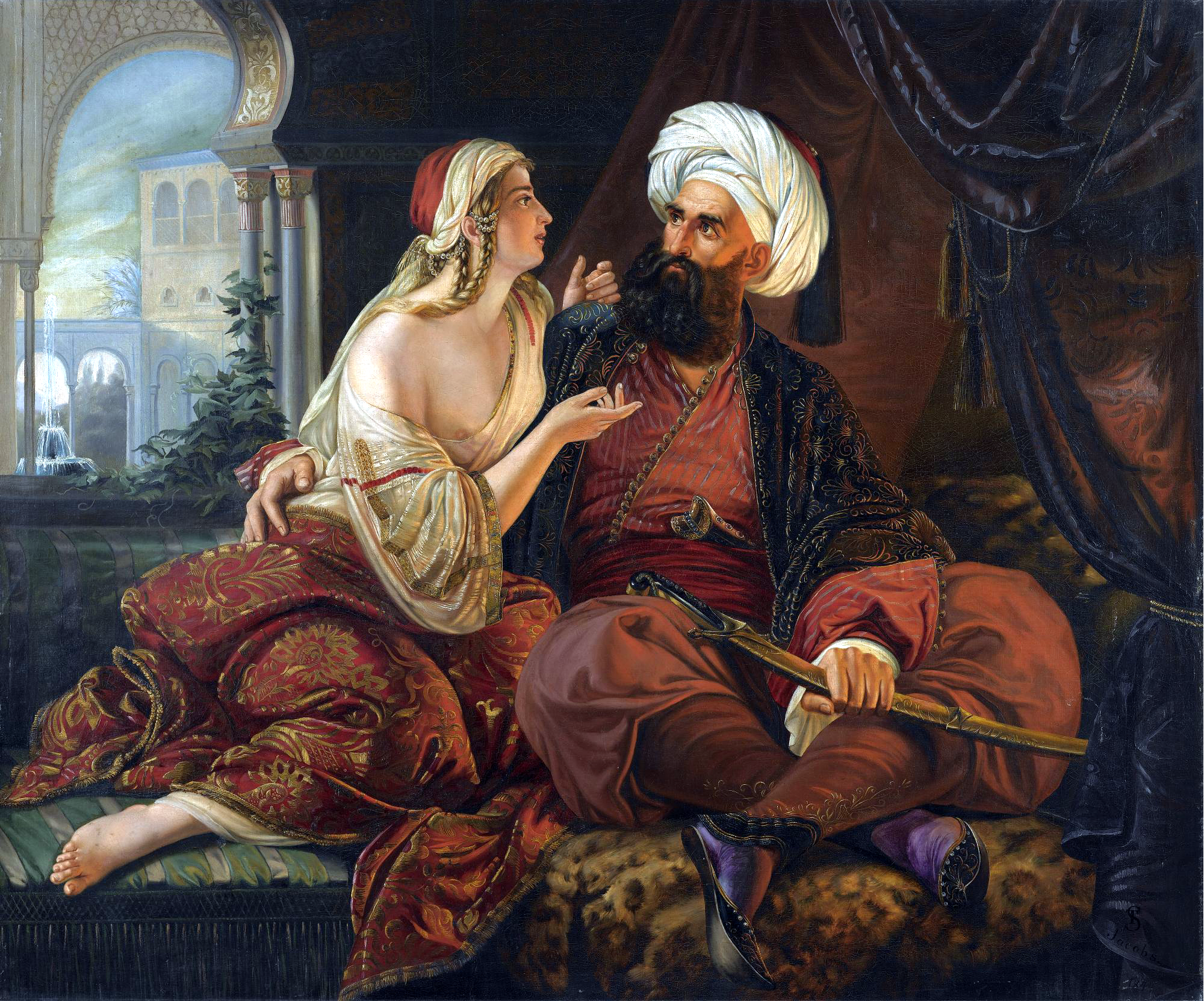
Ali Tepeleni pasa és Porto Palermóban feleségül vett kedvese, Kira Vasiliqi(Paul Emil Jacobs, 1844)

A vár építésének pontos ideje nem ismert, de 1799 és 1804 között került rá sor. Ezekben az években adott számot Porto Palermó-i látogatásáról előbb François Pouqueville francia diplomata, majd William Martin Leake angol katonatiszt és régiségkutató. A szárazföld és a nyílt tenger felől is jól védhető öböl kiváló stratégiai helyszínül szolgált egy katonai létesítménynek, a történeti forrásokból azonban nem pontosan ismert, Ali Tepeleni miért döntött úgy, hogy a fő támaszpontjaitól, Janinától és Tepelenától távol tengerparti erődöt építtet. Egyes feltételezések szerint a Jón-tengeren felvonuló idegen hatalmak, különösen a britek már szemet vetettek erre a partvidékre, ami a janinai pasa epiruszi hódításait veszélyeztette volna. Más elméletek szerint a pasa hódításaival állhatatosan szembeszegülő himarai görögök megfélemlítését szolgálta volna a Himarától alig pár kilométerre épült erőd. A hagyomány szerint a várat a pasa janinai udvarában élő, névről nem ismert itáliai, esetleg francia mérnök tervezte – őt egyes helyi mondák szerint a kemény kezű pasa a munka végeztével meg is ölette. Ismertek olyan folklórszövegek is, amelyek szerint Tepeleni az erődöt fiatal szeretője számára építtette. Ennek történeti háttere lehet, hogy évekkel később Ali Tepeleni a tengerparton 1818-ban általa építtetett Szent Miklós-templomban (Kisha e Shën Kollit) vette feleségül a negyven esztendővel fiatalabb Kira Vasiliqit.
Története során a vár jelentősebb katonai szerepet nem játszott. Az 1930-as évektől leginkább börtönként használták, ahova I. Zogu albán király politikai ellenfeleit vagy sajtóvétségbe esett újságírókat deportáltak. Nevesebb foglyai közé tartozott Rexhep Krasniqi politikus, egy újságcikkéért pedig Tajar Zavalani is töltött itt hat hónapot. 1948-ban védett műemlékké nyilvánították a várat, de az 1950-es évektől a közelben, az öböl északi részén épített haditengerészeti támaszpont miatt szigorúan elzárt katonai terület lett, és a várnak otthont adó félszigeten is katonai barakkokat építettek. A félsziget és a vár 1996 óta látogatható ismét.
A vár iránt a 2000-es évek óta több befektető is érdeklődött, szállót vagy kaszinót akartak létesíteni az épületben. Ezek a tervek nem váltak valóra, de a 2010-es években a vár alatti öbölrészben kisebb motorcsónak- és jachtkikötőt építettek, a várban pedig gyakran rendeznek könnyűzenei koncerteket.

## Leírása
A vár a Porto Palermo öböl partján végigfutó SH8-as jelű főútról érhető el. A félsziget bejáratánál étterem áll, innen – az egykori katonai barakkok között elvezető gyalogösvényen – közelíthető meg a vár.
A vár alaprajza szabályos háromszög, egy-egy oldala kb. 45 méteres. Mindhárom sarkát monumentális ötszögű bástya védi, amelyek a boltíves rotundából közelíthetőek meg. A falak vastagsága helyenként a 3 métert is eléri. Az erőd letisztult, zömök megjelenése nagyban emlékeztet Ali Tepeleni egyéb epiruszi erődítéseihez (Tepelena, Gjirokastra, Libohova, Butrint). A vár főbejárata a délkeleti falon nyílik, a felette lévő kőkeretben egykor az építtető Ali Tepeleni görög nyelvű figyelmeztetése volt olvasható: „Ki e falakat lerontani akarná, legyen a szeme a fekete kígyó eledele.” A szűk kapufülke egy nagy, központi boltíves rotundába vezet, amelynek kupoláját hat oszlop tartja. Ebből a csarnokból nyílnak a körkörösen elrendezett, különféle rendeltetésű helyiségek, a várba való belépést követően balról indulva a konyha, a hárem, a pasa dolgozószobája, a lőpor- és fegyverraktárak, a várkatonaság hálóhelyiségei, a börtön, legvégül pedig az esővizet gyűjtő és tisztító ciszterna. A dolgozószoba mögötti kis folyosó vezet ki a vár kicsiny, nyugati fekvésű udvarára, ahonnan egy kisebb kapun át a tengerpart volt megközelíthető. A rotundából vezet fel egy egyszerű lépcsősor a vár tetejére, ahol a fal mentén körben őrfülkék sorakoznak, illetve középütt több kisebb épület maradványai láthatóak.

## Képgaléria
- A vár az öböl partján futó főút felől
- A rotunda részlete
- A nyugati várudvar
- A vártetőn